# オルウェン・ケリー
オルウェン・ケリー（Olwen Kelly, 1987年3月30日 - ）は、アイルランド 生まれのモデルで女優。

## 人物・来歴
映画初出演となる「ジェーン・ドウの解剖」では全編身元不明の遺体、ジェーン・ドウをオールヌードで演じ話題となった。

## 出演作品

### 映画
- Darkness on the Edge of Town (2014)
- ジェーン・ドウの解剖 The Autopsy of Jane Doe (2016)
- Winter Ridge (2018)
- The Obscure Life of the Grand Duke of Corsica (2021)

### TVドラマ
- Why Life Sucks When You're in Your 20s: It's Contagious (2016)
- Just Model Things (2017)